# Maytenus laurina
Maytenus laurina är en benvedsväxtart som beskrevs av John Isaac Briquet. Maytenus laurina ingår i släktet Maytenus och familjen Celastraceae. Inga underarter finns listade.